# 國道7號 (阿根廷)
國道7號（西班牙語：Ruta Nacional 7），正式名稱為解放者聖馬丁將軍公路走廊國道7號（西班牙語：Ruta Nacional 7 Carretera Libertador General San Martín），是阿根廷的一條國道，全長1224公里。
道路東起首都布宜諾斯艾利斯，西至與智利接壤的門多薩省的拉斯庫埃瓦斯，橫貫該國中部。公路的前身是西班牙殖民時期連接布宜諾斯艾利斯和聖地亞哥的西部王家大道（Camino Real del Oeste）。
此公路是泛美公路的一部分。